# Parapteroceras
Parapteroceras là một chi thực vật có hoa trong họ, Orchidaceae.